# ایهام (گروه موسیقی)
ایهام یک گروه موسیقی تلفیقی پاپ سنتی است. این گروه در سال ۱۳۹۶ با همکاری زانیار خسروی با مازیار لشنی فعالیت خود را در عرصه موسیقی آغاز کرد. 
اولین قطعهٔ این گروه با عنوان بغض در ۳۱ مرداد ۱۳۹۶  منتشر شد که با استقبال بسیار خوبی مواجه شد. آهنگ بغض از نظر بسیاری از کارشناسان موسیقی بهترین آهنگ در سبک پاپ و موسیقی تلفیقی می‌باشد که در سال ۱۳۹۶ ساخته‌شده‌است.

## مازیار لشنی
مازیار لشنی (زاده ۸ تیر ۱۳۷۱) در دورود لرستان، خواننده است. مازیار لشنی چهره جدیدی در موسیقی پاپ ایرانی است و صدای خاص و دلنشین او که به موسیقی سنتی نزدیک تر است باعث شده نامش خیلی زود در میان اهالی موسیقی و نسل جوان شناخته و اشنا گردد و با گروه ایهام به شهرت خوبی برسد.وی متاهل است و در ۲۲ مهر ۱۴۰۱ خبر ازدواج خود را رسانه ای کرد.

## زانیار خسروی
زانیار خسروی (زاده ۲ اردیبهشت ۱۳۶۴ در تهران) خواننده،آهنگساز،ترانه سرا،تنظیم کننده،نوازنده و بازیگر اهل ایران است. وی در ۱۱ اسفند ۱۳۹۲ موفق به دریافت مجوز و انتشار اولین آلبوم رسمی خود به نام "۲۸"شد. او برادر کوچک سیروان خسروی،دیگر خواننده پاپ است. زانیار خسروی چند سالیست با "آرنیکا صادقی" ازدواج کرده و زندگی متاهلی دارد.

## قطعات
- بغض
- حال من
- بزن باران
- جانا
- چشمانت ارزوست
- دریا
- نگار
- دنیای بعد از تو
- شهزاده بی عشق
- وای از این حالم
- خدانگه دار
- تاب و تب
- تنها شدم
- سلطان قلب من
- عشق
- خاطره هامون
- درد
- درد(ورژن پیانو)
- زیبا جان
- غریب آشنا
- دختر خان
- سلطان قلب من"آنپلاگد"
- شب مهتاب
- عاشق شو
- پروانه‌وار
- دلتنگم
- بزن تبر
- چه کنم
- سقوط

## موزیک ویدیوها
۱) «بغض» با همکاری امیر آقایی و ویشکا آسایش
۲) «حال من» برای فیلم بمب یک عاشقانه
۳) « چشمانت آرزوست» اجرای زنده
۴) «خاطره هامون»
۵) «درد»
۶) « بزن باران»اجرای زنده
۷) «غریب آشنا» برای فیلم حرفه‌ای
۸) « سلطان قلب من» نسخه آنپلاگد
۹) «شب مهتاب»
۱۰)«عاشق شو»
۱۱)«پروانه وار»